# Central Gardens
Central Gardens és una concentració de població designada pel cens dels Estats Units a l'estat de Texas. Segons el cens del 2000 tenia 4.106 habitants.

## Demografia
Segons el cens del 2000, Central Gardens tenia 4.106 habitants, 1.563 habitatges, i 1.170 famílies. La densitat de població era de 621,7 habitants per km².
Dels 1.563 habitatges en un 36,3% hi vivien nens de menys de 18 anys, en un 62,3% hi vivien parelles casades, en un 9,5% dones solteres, i en un 25,1% no eren unitats familiars. En el 21,3% dels habitatges hi vivien persones soles el 9,3% de les quals corresponia a persones de 65 anys o més que vivien soles. El nombre mitjà de persones vivint en cada habitatge era de 2,61 i el nombre mitjà de persones que vivien en cada família era de 3,04.
Per edats la població es repartia de la següent manera: un 25,7% tenia menys de 18 anys, un 8,4% entre 18 i 24, un 29,1% entre 25 i 44, un 25,1% de 45 a 60 i un 11,8% 65 anys o més.
L'edat mediana era de 38 anys. Per cada 100 dones de 18 o més anys hi havia 97,5 homes.
La renda mediana per habitatge era de 49.773 $ i la renda mediana per família de 60.096 $. Els homes tenien una renda mediana de 39.500 $ mentre que les dones 29.375 $. La renda per capita de la població era de 24.513 $. Aproximadament el 3,9% de les famílies i el 6,1% de la població estaven per davall del llindar de pobresa.

## Poblacions més properes
El següent diagrama mostra les poblacions més properes.